# アラエッティン・パシャ
アラエッティン・パシャあるいはアラエッティン・ベイ（Alaeddin Bey、またはAlaeddin Pasha（AlâeddinPaşa ; Söğüt、– Bursa、1331）は、オスマン帝国の指導者として父親のオスマン1世を引き継いだオルハン1世の兄弟。

## 概要
年代記によると、父のオスマン・ベイの死後、兄のオルハンとともに、二人の皇子が国をどう統治するか話し合い、その結果アラエッティンは自ら継承権を放棄した。その彼の謙虚な性格は年代記でしばしば強調されている。
ブルサで修道僧として過ごすことを好んだアラエディン・ベイだったが、オルハンの要請で後に官僚的な任務を引き受け、何度か遠征に参加したと思われる。アラエディン・ベイは大宰相制度の確立に貢献し、オスマン帝国の最初の大宰相だったとする資料もある。
彼はまた、王朝の初期のメンバーであり、「パシャ」の称号を使用した。アラエッティンは、この称号は、オスマン帝国初期の官僚機構では一般的に大宰相によって使用されていましたが、セルジューク朝後期とオスマン帝国初期のウラマーとイスラム長老にも使用されていた。
彼が何歳で、どのような理由で亡くなったのかは不明だが彼は晩年の数年間をブルサ近郊で過ごし、父オスマン・ベイと同じ墓所に埋葬された。オスマン帝国の樹立に関する資料には、オスマン・ベイの息子の一人であるアラエッティン・ベイの生涯に関する情報はほとんどなく情報が不足しているため、中にはアラエッティンという息子がいないとさえ主張され、年代記の作者による捏造という説もある。

## 生涯
アラエッティンの研究者であるヒュセイン・ヒュサメッティン・ヤシャルによれば、彼の生まれた年は1279年から1280年とされる。彼の母親の身分は、歴史家の間で論争になっており、はシェイフ・エデバリの娘であるバラ・ハトゥンとする説もある一方で一部の歴史家は、彼はオルハンと同じ母親から生まれたと主張もある。彼がオスマン・ベイの次男以降であったか、それとも長男でどうかも議論の余地のある。
アラエッティンの幼少期については全く知られてなく彼は他の王子と同じように良い教育を受けたと思われる。
研究者のヒュセイン・ベイによると、アラエッティンは父親が亡くなったとき20歳であった。伝承によると、父の死後、オスマン・ベイの二人の息子が集まり、この会議で、皇子オルハンは弟のアラエディンが父を継ぐことを提案したが、アラエディンはこれを受け入れず、兄のオルハンが王位にふさわしいとと述べ、オルハンは王位に就いた。 
オルハンへの王位の移行に関しても、さまざまな見解があり、王位継承問題のために兄弟の間に対立があったという説もある。アラエッティンの本名はアーデン・アリであり、彼は父親の死後しばらくの間、王を務めてたと主張するアラブの歴史家もいる。この主張に基づいて、彼がオスマン帝国の2番目のスルタンであるとする説もある。ビザンツ帝国の歴史家、ラオニコス・ハルココンディリスは、オスマン・ベイが亡くなったとき、息子のオルハンがウルダーに退却し、兵士を集めて弟を倒したと記録している。

### 大宰相として
アラエディン・ベイは王位を放棄した後はしばらくの間ブルサの西にあるフォドラ村（現在のアラディンベイ・マハレシのダルヴィーシュ(修道僧)として暮らしていたが、オルハン・ベイの要請を受けて初の大宰相となった。兄にオルハンは戦争で忙しかったが、アラエッティンはオスマン帝国の最初の大宰相として兄にかわって内政に取り組んだ。二人の兄弟の間の親密さは、モーゼとアロンに例えられた。しかしこれに関しても異説が存在しており、歴史家のイスマイル・ハック・ウズンチャルシュルはこれは間違っていたと主張した。彼は、最初のオスマン帝国の大宰相であるアラエディン・パシャはオルハンの弟とは別人であると主張した。

### 軍の指導者として
アラエッティンは軍の司令官としていくつかの遠征にも参加した。彼の別名エミールケビルムジャヒド「emîrkebirmujahid」という名称は、軍の指揮官であったことを示している。年代記によれば、彼がペレカノンの戦いの参加し、勝利へと貢献したと言われるが、これについての明確な情報源は不足している。
オスマン帝国の兵士が他国の兵士と区別するために白い帽子をかぶる習慣は、アラエディン・ベイによって導入されたと考えられ、オルハン・ベイは彼の提案に基づいて白い豚を飼育させた。

## 家族
アラエディン王子はバラドの娘と結婚し、息子5人、娘3人の8人の子供に恵まれました。
1. クルチ・ベイ、
2. ヒズル・ベイ、
3. メフメト・ベイ

＃イブラヒム・ベイ。
1. シャヒ・チェレビ
2. タシ・ハトゥン
3. アイシェ・ハトゥン
4. パシャ・ハトゥン

## アラエッティンの死
大宰相と軍の司令官を務めた後、アラエッティンは故郷に戻り、キュキュルトリュに移り住んでいた。彼が何歳で、どのような理由で亡くなったのかは正確には分からず、1333年にブルサで亡くなったと考えられているが、彼が戦争で戦死したとも、ビガ城で亡くなったという説もある。彼の血筋は息子フズル・ベイを通して続いた。

## 読書案内
- Goodwin, Godfrey (1971). A History of Ottoman Architecture. Baltimore: Johns Hopkins. pp. 17–18